# Teresio Dutto
Teresio Dutto (Boves, 27 ottobre 1917 – ...) è stato un calciatore italiano, di ruolo centrocampista.

## Carriera
Esordisce a livello professionistico a diciassette anni nella Saviglianese, con cui nella stagione 1934-1935 gioca il campionato di Prima Divisione (la terza serie di quegli anni). Successivamente, nella stagione 1937-1938, quando all'età di vent'anni viene fatto debuttare in Serie C dalla Biellese; rimane in bianconero per altre due stagioni fino al termine della stagione 1939-1940, quando viene ceduto al Savona. Con il club ligure, neopromosso in Serie B, nell'arco della stagione 1940-1941 gioca 10 partite in campionato ed una partita in Coppa Italia. La squadra biancoazzurra si piazza al quarto posto in classifica, cedendolo a fine anno alla Reggiana, società a sua volta militante nel campionato cadetto, con la cui maglia Dutto nel corso della stagione 1941-1942 segna il suo primo gol in cadetteria e disputa in totale 5 incontri di campionato. La squadra a fine anno viene retrocessa in Serie C, e Dutto passa al Cuneo, a sua volta militante in terza serie. Durante la Seconda guerra mondiale ha poi segnato un gol in 17 presenze nel Campionato Alta Italia, sempre con la maglia del Cuneo. Dopo la fine del conflitto ha giocato con il Cenisia nei campionati regionali piemontesi